# Mihail Montanu
Mihail Montanu (n. 21 aprilie 1949, București) a fost un participant la Revoluția Română din 1989, fiind unul dintre cei 40 de membri inițiali ai CFSN, anunțați de Ion Iliescu la TVR în 22 decembrie 1989  pe care, în aceeași zi, Ion Iliescu l-a desemnat ca reprezentant al civililor la MApN, din partea Frontului Salvării Naționale.

## Biografie
După ce a absolvit Facultatea de Energetică, Secția de Electroenergetică, a fost repartizat la CIC Valea Călugărească de unde, după cei trei ani de stagiu a fost transferat la UCECOM, ca inginer energetic șef.
Din 1979 până în 1987 a fost inginer proiectant la Institutul de Studii și Proiectări Hidroenergetice, ajungând către final șef de proiect pe partea electrică a hidrocentralelor. În martie 1987 i s-a desfăcut contractul de muncă, pe motiv că avea rude în străinătate, pe sora sa, plecată legal, în 1979, în Germania. S-a angajat apoi la șantierul Montaj Instalații Automatizări Punere în Funcțiune, cu sediul lângă CET Sud. A lucrat acolo până în 1988, apoi a fost trimis să ajute la verificarea proiectelor de montaj la Cernavodă. În septembrie 1989 a revenit în București, ca inginer proiectant la CET Progresul, în cartierul Berceni.
În 22 decembrie 1989, în clădirea CC al PCR, între orele 13.00-13.30, în studioul TV de la Comitetul Central, s-au întâlnit Petre Roman și Mihail Montanu care au hotărât să compună textul unei proclamații, Petre Roman propunând drept semnatar denumirea de „Frontul Unității Poporului”. Când au încercat să citească proclamația din balcon, cei doi și-au dat seama că nu dispun de instalație de sonorizare și că nu pot comunica mulțimii conținutul acesteia, motiv pentru care au hotărât să se deplaseze la TVR.
Ajuns la Televiziune, Montanu a nimerit în anturajul lui Ion Iliescu. De aici a plecat la Ministerul Apărării, unde a fost numit de Iliescu reprezentant al revoluționarilor la MApN. Montanu a rămas în minister până la 26 decembrie 1989, după care a ajuns la guvern, unde nu a rezistat mult. Apoi a fost trimis direct în diplomație.
Din 1990 a lucrat în Ministerul Afacerilor Externe, cu funcții de conducere la Ambasada României în Namibia (1994-1997), Ambasada României în Malaysia (1999-2002).
A fost tras „pe linie moartă, în diplomație”, fiind numit în 2004 consul general al României la Rio de Janeiro, în Brazilia, de unde a fost rechemat în 2008 și a ieșit la pensie în 2010. Când era consul general al României la Rio de Janeiro, Mihail Montanu a declarat că aproximativ 90% din românii stabiliți în Brazilia sunt evrei și s-au stabilit aici în timpul celui de-al doilea război mondial. Oficial în Brazilia trăiesc 5.000 de români, dar neoficial probabil că numărul lor ajunge la 200 de mii.
În ianuarie 2013, Guvernul României a prezentat lista chiriașilor RA-PPS, între care se număra și revoluționarul Mihail Montanu cu o locuință (apartament cu 5 camere) de 124 mp pentru care plătea o chirie de 523 euro.

## Distincții
Prin Decretul Nr. 226 din 30 noiembrie 1992, publicat în Monitorul Oficial Nr. 41 din 24 februarie 1993, lui Mihail Montanu i s-a conferit titlul de „Luptător pentru victoria Revoluției române din decembrie 1989“ și a primit certificatul de revoluționar cu seria LRM-M-70.